# 亞西尼亞

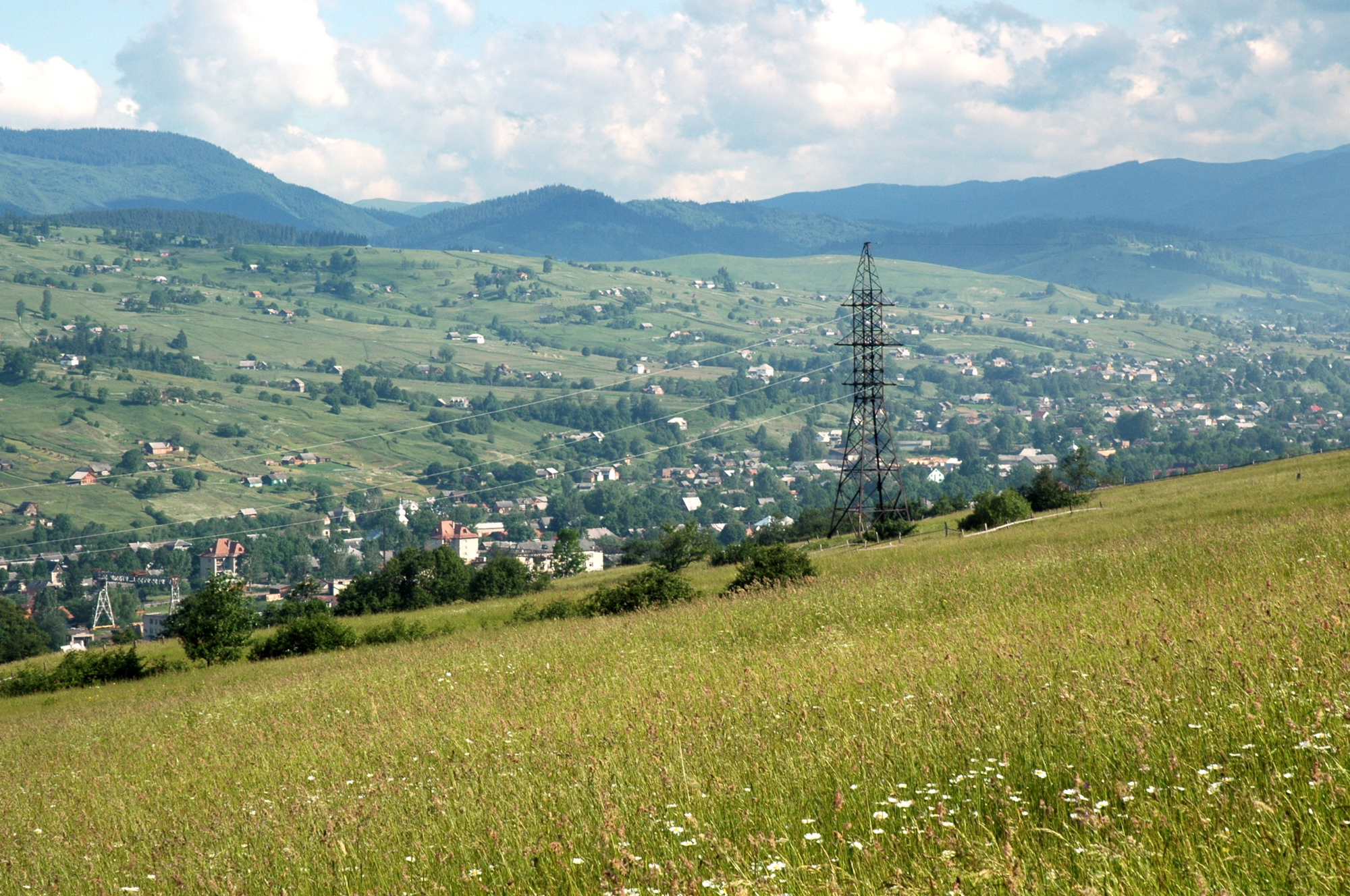

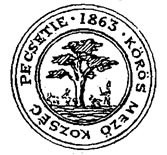

亞西尼亞，是烏克蘭西部外喀爾巴阡州拉希夫區亚西尼亚市镇内的市級鎮及其行政中心。始建於1555年，面積1.46平方公里，海拔高度650米，2022年人口8,500，人口密度每平方公里6,232.9人。